# إريك منى
إريك منى (بالإنجليزية: Erik Mona)‏ هو مصمم ألعاب ورئيس تحرير أمريكي، ولد في 1 أبريل 1974.